# Opus incertum

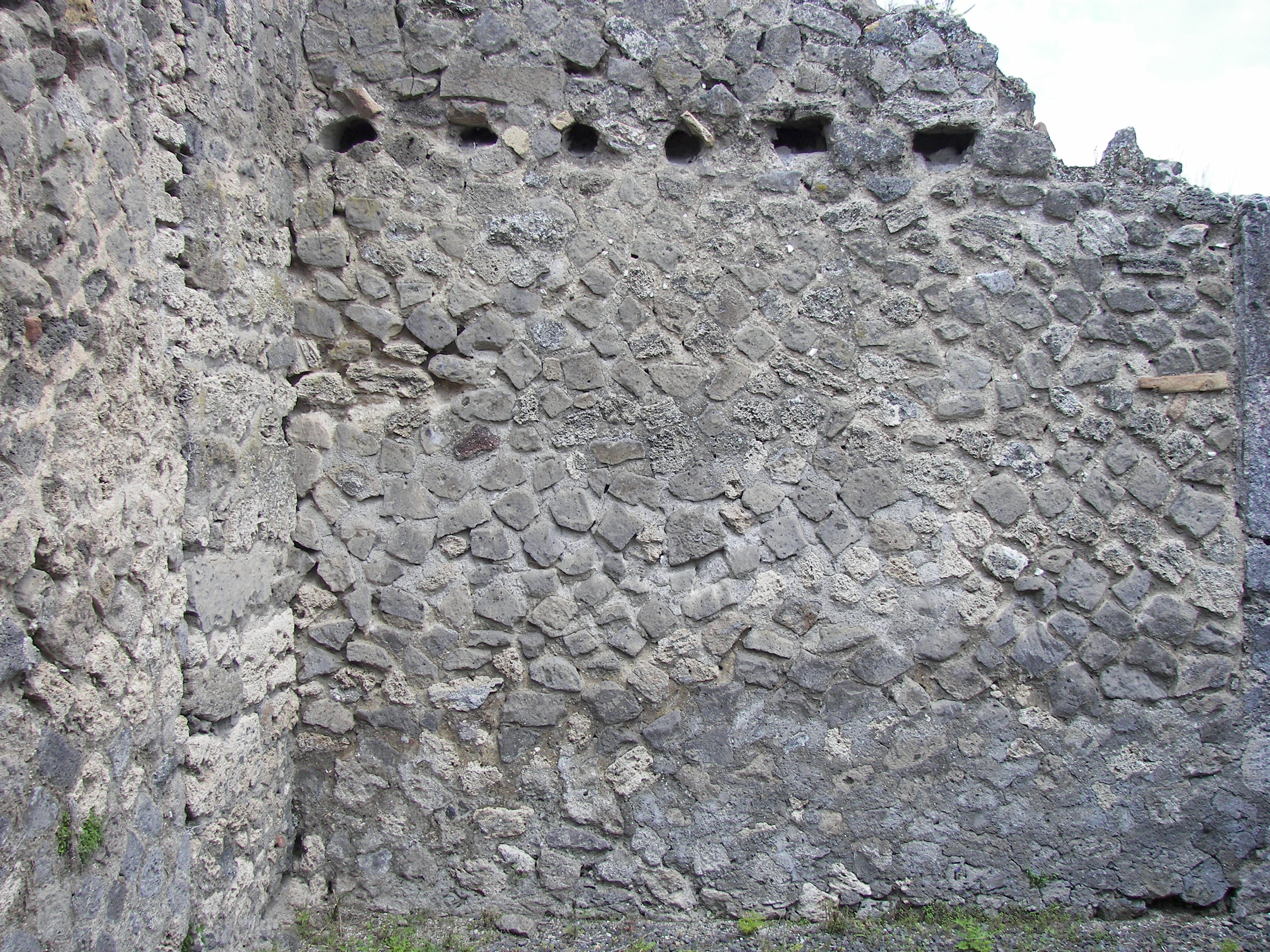
Maçonnerie en opus incertum à Pompéi.

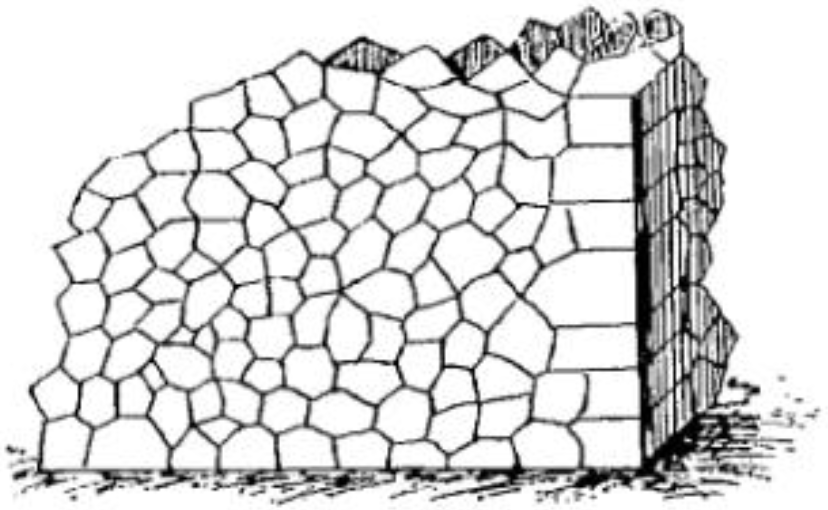
Opus incertum.

À ne pas confondre avec l'opus insertum ou isodomon, assemblage réglé.
L'opus incertum, appelé aussi structura incerta ou opus antiquum (en français « appareil irrégulier, incertain ou fruste ») est un petit appareil réalisé avec des petits moellons en pierre de dimension et de forme irrégulières, sans qu’on puisse y distinguer des assises bien différenciées.

## Maçonnerie

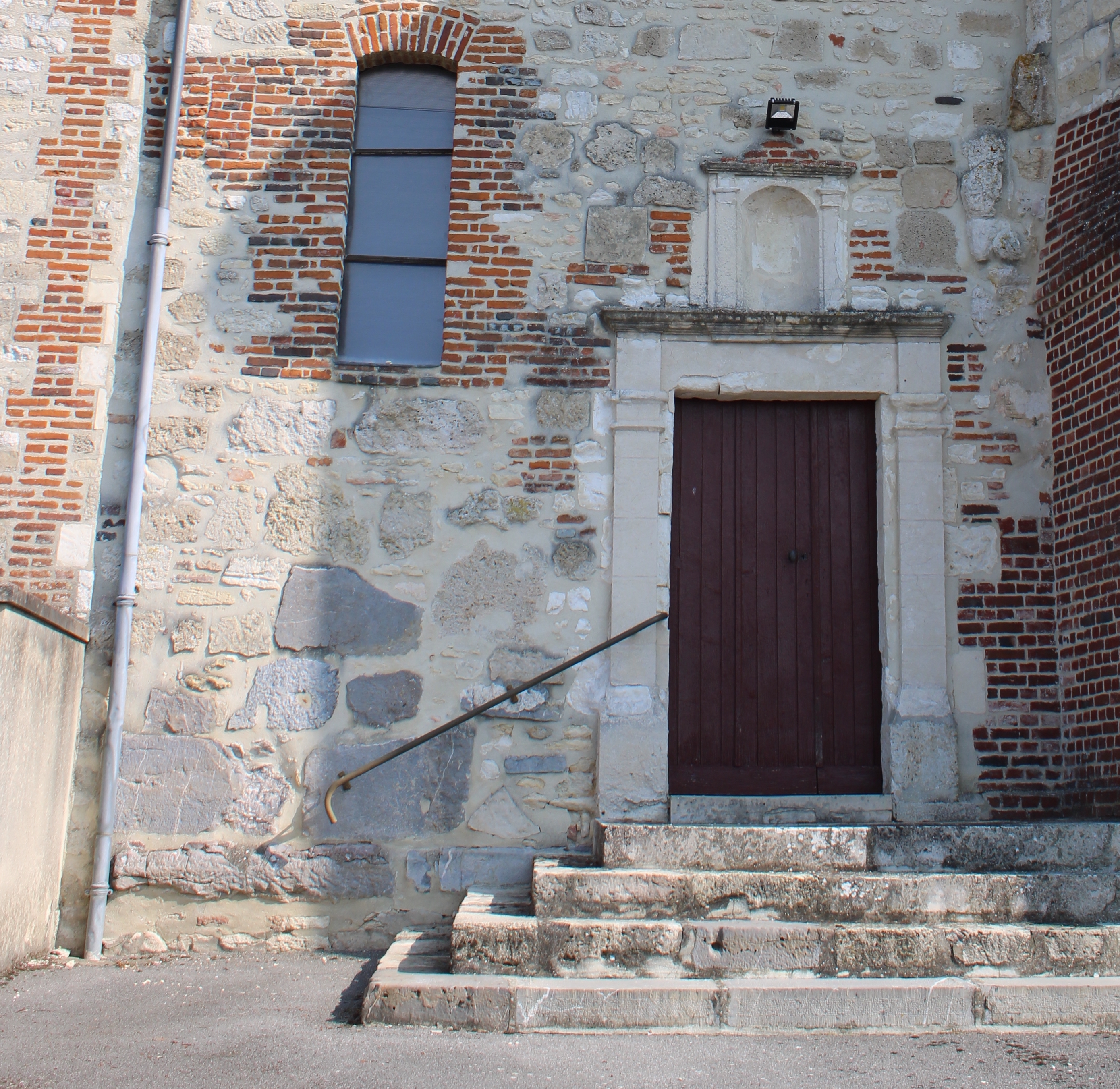
Opus incertum constitué de marbre, ardoise, grès et pierres calcaires sur l'église de Montigny-sous-Marle, Aisne, XVIIe siècle.

En maçonnerie, l'opus incertum est couramment employé dans les derniers siècles de la République romaine, parfois associé à une ossature en bois, en remplacement  de l'opus craticium, trop fragile.
Au début de l'utilisation du mortier, au IIe siècle av. J.-C. et au début du Ier siècle av. J.-C., le parement est constitué de petits blocs de tuf de forme pyramidale, enfoncés dans le noyau du mur, et la partie visible présente une forme régulière. C'est ce que l'on appelle l'opus reticulatum.

## Carrelage

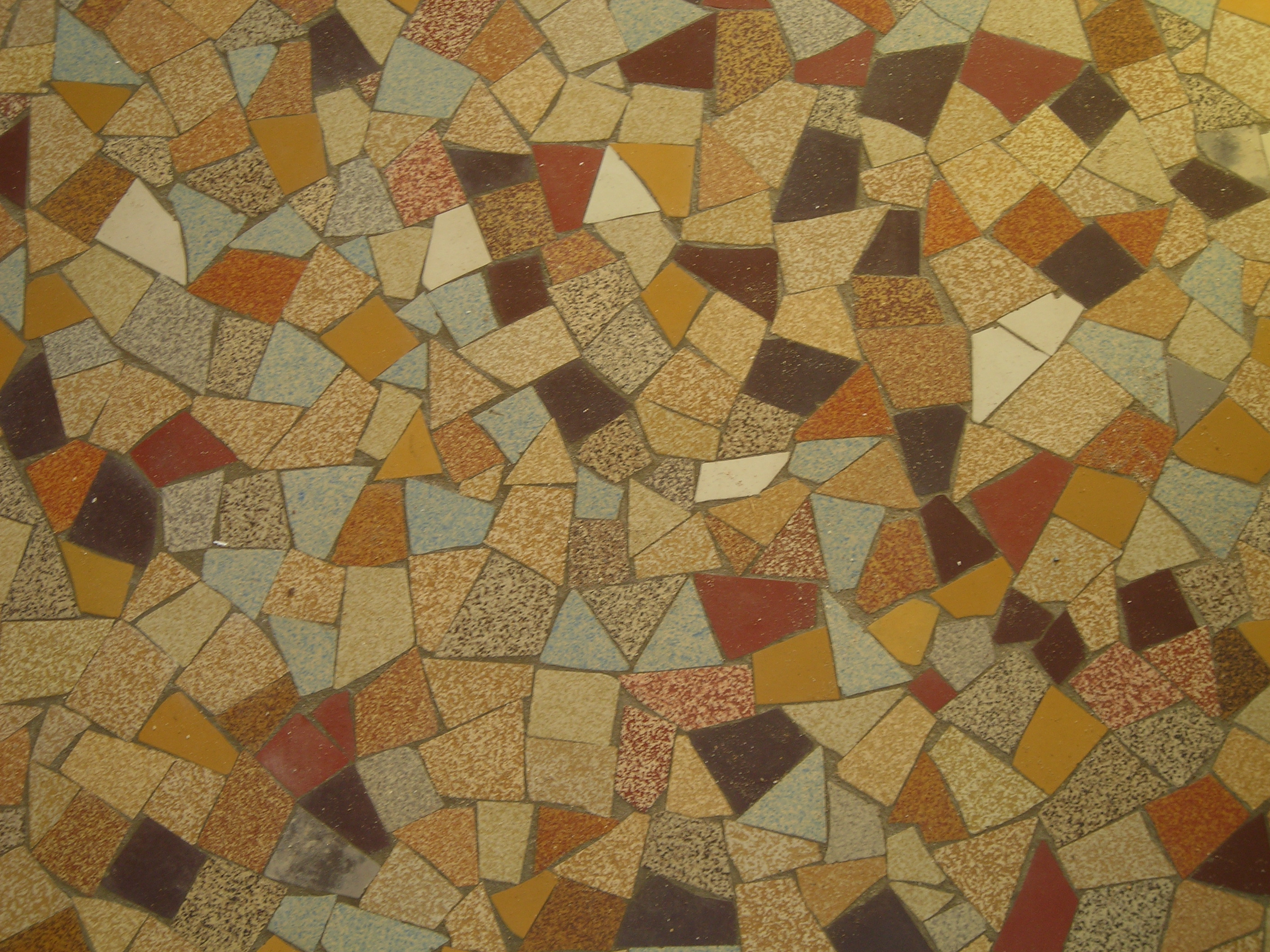
Carrelage en grès céramique en opus incertum.

En carrelage, la pose de type opus incertum concerne un revêtement composé de morceaux de carreaux cassés, souvent de différentes couleurs.